# Bistum Anuradhapura
Das Bistum Anuradhapura (lat.: Dioecesis Anuradhapurensis) ist eine in Sri Lanka gelegene römisch-katholische Diözese mit Sitz in Anuradhapura. Es umfasst die Nord-Zentralprovinz.

## Geschichte
Die St. Joseph’s Cathedral ist die Bischofskirche des Bistums Anuradhapura. Sie wurde 1544 von dem portugiesischen Missionar Pedro de la Fonseca gegründet, gilt als die älteste Kirche Sri Lankas, und der heutige Bau wurde 1845 errichtet.
Das Bistum Anuradhapura wurde am 19. Dezember 1975 durch Papst Paul VI. mit der Apostolischen Konstitution Iussum Christi aus Gebietsabtretungen der Bistümer Jaffna und Trincomalee-Batticaloa als Apostolische Präfektur Anuradhapura errichtet.
Am 18. März 1982 wurde die Apostolische Präfektur Anuradhapura durch Papst Johannes Paul II. mit der Apostolischen Konstitution Qui idem zum Bistum erhoben und dem Erzbistum Colombo als Suffraganbistum unterstellt.

## Ordinarien

### Apostolische Präfekten von Anuradhapura
- Henry Swithin Thomas Alexander Wijetunge Goonewardena OMI, 1975–1982

### Bischöfe von Anuradhapura
- Henry Swithin Thomas Alexander Wijetunge Goonewardena OMI, 1982–1995
- Oswald Gomis, 1995–2002, dann Erzbischof von Colombo
- Norbert Marshall Andradi OMI, seit 2003